# Данильченко Стефан Федорович
Стефан Федорович Данильченко (1895 — 30 серпня 1971) — радянський воєначальник, генерал-майор. Учасник Першої світової, громадянської і Другої світової воєн, а також операцій по розгрому японської Квантунської армії.

## Навчання

Особисті речі С. Ф. Данильченка в експозиції музею В. І. Чапаєва в Чебоксарах

Після закінчення Кременчуцького технічного залізничного училища працював на вагонобудівному заводі в Крюкові-на-Дніпрі.

## Служба в армії

### Перша світова війна
У 1915 році був призваний до царської армії та відправлений на Південно-Західний фронт, де дослужився до прапорщика кінного гусарського полку. За бойові заслуги нагороджений двома Георгіївськими хрестами і медаллю.
Член РСДРП(б) з 1917 року. У тому ж році на другому військово-окружному з'їзді Рад був обраний депутатом Казанського військово-окружного виконавчого комітету.

### Громадянська війна
У роки громадянської війни був командиром Балашовського полку Чапаєвської дивізії. Брав участь у боях проти уральських білокозаків, білочехів та колчаківців. Воював також проти денікінців на Південному фронті.
З осені 1920 по 1921 рік брав участь у бойових діях в Україні, командував полком і бригадою.
Після Громадянської війни закінчив Військову академію імені М. В. Фрунзе. У 1927—1939 рр. перебував на командно-штабних посадах у Білоруському, Московському, Забайкальському і Далекосхідному військових округах. Був начальником відділу військових сполучень штабу Закавказького Військового округу.
Був репресований. Звільнений у лютому 1940 року. З 1940 по 1944 рік працював старшим викладачем Військової академії ім. Фрунзе

### Друга світова війна
З 1944 по 1945 роки — начальник штабу 17-ї гвардійської дивізії, начальник штабу і заступник командира 5-го гвардійського стрілецького корпусу, командир 19-ї гвардійської стрілецької дивізії. Воював на Білоруському та 1-му Прибалтійському фронтах.
У складі військ Забайкальського фронту брав участь в операції по розгрому японської Квантунської армії.

## Викладацька діяльність
З 1947 року по 1953 рік — старший викладач кафедри тактики Вищої військової академії.
У 1950 році закінчив Військову академію Генерального штабу Збройних Сил СРСР, працював викладачем цієї академії. Генерал-майор.

## Родина
Внучатий племінник — Сергій Леонідович Данильченко, доктор історичних наук, професор.

## Нагороди
- два георгіївських хреста та георгіївська медаль;
- вісім орденів і медалей СРСР;
- японська дворучна шабля — як учаснику війни з самураями[2].

## Пам'ять
Справжні речі С. Ф. Данильченко: мундир, штани, чоботи, амуніція і шабля знаходяться в експозиції музею В. І. Чапаєва в Чебоксарах.